# 21456 Маєрс
21456 Майєрс (21456 Myers) — астероїд головного поясу, відкритий 20 квітня 1998 року.
Тіссеранів параметр щодо Юпітера — 3,588.